# منسوخ (مجموعه تلویزیونی ۲۰۱۷)
منسوخ (به انگلیسی: Extinct) یک مجموعه تلویزیونی آمریکایی در ژانر علمی–تخیلی و آخرالزمانی به کارگردانی رایان لیتل و توسط اورسن اسکات کارد و آرون جانستون نوشته شده‌است. این سریال برای ده قسمت و اول اکتبر ۲۰۱۷ به نمایش درآمد.
در ابتدا این پروژه برای ساخت یک فیلم سینمایی ساخته شده بود، اما تهیه‌کننده علاقه‌مند بود آن را به یک مجموعه تلویزیونی تبدیل کند.
ساخت این سریال پس از یک فصل لغو شد.

## بازیگران اصلی
- چاد مایکل کالینز
- ویکتوریا اتکین
- جکین هلز
- یورک فریر
- جک دف
- متیو بلوز
- جیک استورمن
- کربی هیبورن
- آنا ووچینو

## تولید و فیلمبرداری
این سریال در یوتا فیلمبرداری شده‌است؛ و دیگر مکان‌های فیلمبرداری جرجیس، کاناب، یوتا، پیسون، یوتا و فیلمور، یوتا بعنوان لوکیشن نیز استفاده شدند.